# 塞尔维耶和拉博姆
塞尔维耶和拉博姆（法語：Serviers-et-Labaume，法語發音：[sɛʁvje e labom]）是法国加尔省的一个市镇，属于尼姆区。

## 地理
塞尔维耶和拉博姆（44°2'15"N, 4°21'19"E）面积12.22 平方千米，位于法国奧克西塔尼大區加尔省，该省份为法国南部沿海省份，南端濒地中海，北起顺时针与阿尔代什省、沃克吕兹省、罗讷河口省、埃罗省、阿韦龙省和洛泽尔省接壤。
与塞尔维耶和拉博姆接壤的市镇（或旧市镇、城区）包括：艾加利耶、阿尔帕亚格和欧雷亚克、欧比萨尔格、贝尔韦泽、科洛尔格、富瓦萨克、蒙塔朗和圣梅迪耶。

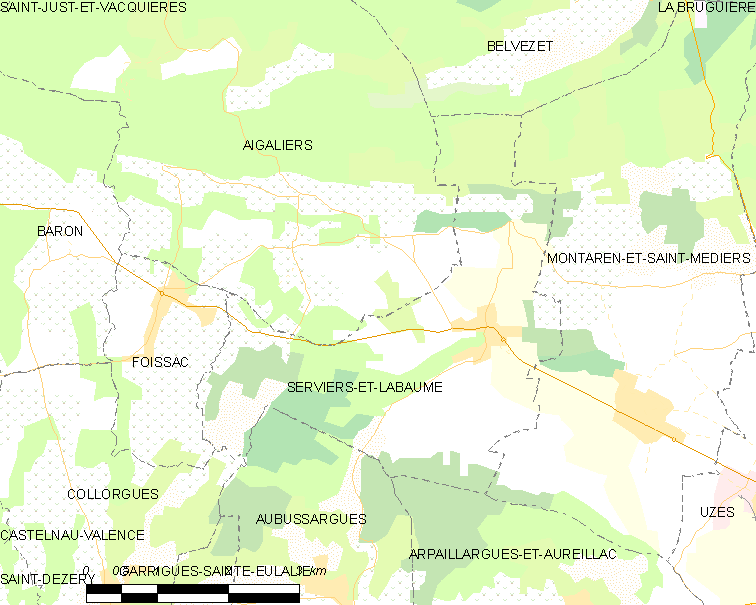
塞尔维耶和拉博姆的OSM定位图

塞尔维耶和拉博姆的时区为UTC+01:00、UTC+02:00（夏令时）。

## 行政
塞尔维耶和拉博姆的邮政编码为30700，INSEE市镇编码为30319。

## 政治
塞尔维耶和拉博姆所属的省级选区为于泽斯县。

## 人口

1962-2008年间塞尔维耶和拉博姆人口变化图示

塞尔维耶和拉博姆于2022年1月1日时的人口数量为609人。